# Liste des organismes chargés de l'application de la loi au Royaume-Uni

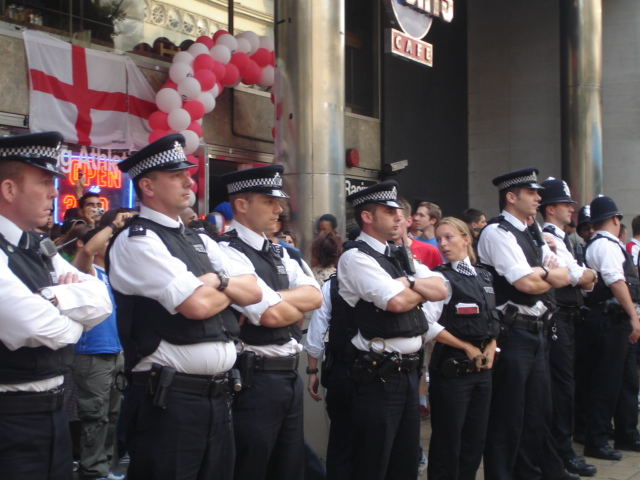
Des policiers du Metropolitan Police Service contrôlent la foule après la défaite de l'Angleterre face au Portugal, le 1er juillet 2006

Voici une liste des forces de l'ordre au Royaume-Uni, des Dépendances de la Couronne et des Territoires britanniques d'outre-mer. Au Royaume-Uni, les différents organismes participant à l'application de la loi peuvent être regroupés en trois types généraux:
- Forces de police territoriales, qui effectuent la majorité des missions de police. Ce sont des forces de police qui couvrent une zone de police (une région particulière) et qui ont une autorité de police indépendante. Les forces de police actuelles sont ancrées depuis la loi sur la police de 1996 (en Angleterre et au pays de Galles), combinant la loi de 1967 sur la police (Écosse), la loi de 2012 sur la réforme de la police et des incendies (Écosse) et la loi de 2000 sur la police (Irlande du Nord), qui traitent d’un certain nombre de questions telles que la nomination du chef de la police, la juridiction et les responsabilités.
- Organismes nationaux chargés de l'application de la loi, comprenant la National Crime Agency et les forces de police nationales qui ont une juridiction spécifique non régionale, telle que la British Transport Police. La loi de 2005 sur la criminalité organisée et la police les désigne comme des «forces de police spéciales». En outre, il existe des services de maintien de l'ordre non policiers, dont les agents ne sont pas des agents de police, mais qui appliquent tout de même les lois, tandis que d'autres organismes sont seulement dotés de pouvoirs d'enquête.
- Forces de polices diverses, reposant pour la plupart sur des lois plus anciennes ou en common law. Ces organismes sont responsables du maintien de l'ordre dans certaines zones ou activités locales, telles que les ports et les parcs. Avant l'adoption de lois récentes telles que la loi de 2005 sur la criminalité organisée et la police, elles étaient souvent qualifiées de «forces de police spéciales»; il faut donc interpréter avec prudence l'usage historique de cette phrase. Ces constabulaires ne relèvent pas de la législation applicable aux organisations susmentionnées mais peuvent toujours faire l'objet de lois applicables, par exemple, aux quais, aux ports ou aux chemins de fer. Jusqu'à l'adoption de la loi de 2003 sur les chemins de fer et la sécurité des transports, la police britannique des transports faisait partie de cette catégorie.

La plupart des missions de police au Royaume-Uni sont exercées par des forces de police territoriales qui surveillent le grand public et leurs activités. Les autres types d’organismes s’occupent de la surveillance de domaines plus spécifiques.
Au fil des siècles, le nombre de forces de police au Royaume-Uni a considérablement varié, un grand nombre n’existant plus à présent.

## Forces de police territoriales

### Angleterre et Pays de Galles
À l'exception du Grand Londres, chaque force de police territoriale couvre une ou plusieurs des zones de gouvernement local (comtés) créées lors de la réorganisation des pouvoirs locaux de 1974 (bien qu'ayant subies des modifications ultérieures), dans une zone connue sous le nom de zone de police. Ces forces fournissent la majorité des services de police au public d'Angleterre et du pays de Galles. Ces forces sont connues depuis toujours sous le nom de "forces de police du Home Office" en raison des lois adoptées par le Parlement qui les ont établies, bien que l'utilisation de cette appellation ne soit correcte que pour la Metropolitan Police, qui a cessé de l'être dès que le contrôle local a été transféré du Home Office au Metropolitan Police Authority. Malgré l'implication de ce terme, toutes les forces de police sont indépendantes et leur contrôle opérationnel incombe exclusivement à l'officier en chef de chaque force; chaque force était supervisée par une autorité de Police (en) jusqu'à son remplacement par des commissaires de police et du crime (en) en 2012.
La loi de 1996 sur la police est la législation la plus récente, elle définit les domaines de responsabilité des 43 forces territoriales de l'Angleterre et du Pays de Galles (énumérés dans l'annexe 1 de la loi).

Le constable est le plus bas rang du service de police, mais tous les officiers, quel que soit leur rang, sont des "constables" en termes de pouvoirs légaux et de juridiction. La compétence des policiers des forces de police territoriales d'Angleterre et du pays de Galles est régie par la section 30 de la loi sur la police de 1996. Cette section précise que ces agents sont compétents dans toute l'Angleterre et le pays de Galles, ainsi que dans les eaux territoriales du Royaume-Uni. Les Specials constables, qui sont des officiers volontaires à temps partiel de ces forces, avaient auparavant une juridiction limitée à leurs propres zones de forces et aux forces adjacentes. Depuis le 1er avril 2007, toutefois, les Specials constables d'Angleterre et du Pays de Galles disposent des pleins pouvoirs de police dans ces deux pays. Cela signifie que, contrairement à la majorité des pays, tous les officiers de police volontaires britanniques disposent désormais exactement des mêmes pouvoirs que leurs collègues à plein temps.

En mars 2010, les effectifs de policiers en Angleterre et au pays de Galles étaient:
- Officiers de police: 143,734
- Officiers de policiers auxiliaires (en): 16,918
- Autres personnels: 79,596

#### Angleterre
1. Avon and Somerset Constabulary
2. Bedfordshire Police
3. Cambridgeshire Constabulary
4. Cheshire Constabulary[2]
5. City of London Police (non représentée)
6. Cleveland Police
7. Cumbria Constabulary
8. Derbyshire Constabulary
9. Devon and Cornwall Police
10. Dorset Police
11. Durham Constabulary
12. Essex Police
13. Gloucestershire Constabulary
14. Greater Manchester Police
15. Hampshire Constabulary
16. Hertfordshire Constabulary
17. Humberside Police
18. Kent Police
19. Lancashire Constabulary[2]
20. Leicestershire Police
21. Lincolnshire Police
22. Merseyside Police[2]
23. Metropolitan Police Service
24. Norfolk Constabulary]
25. Northamptonshire Police
26. Northumbria Police
27. North Yorkshire Police
28. Nottinghamshire Police
29. South Yorkshire Police
30. Staffordshire Police[3]
31. Suffolk Constabulary
32. Surrey Police
33. Sussex Police
34. Thames Valley Police
35. Warwickshire Police
36. West Mercia Police[3]
37. West Midlands Police[3]
38. West Yorkshire Police
39. Wiltshire Police

En mars 2010, les effectifs de policiers en Angleterre étaient de:
- Officiers de police: 136,365
- Officiers de policiers auxiliaires (en): 16,200
- Autres personnels: 75,408

#### Pays de Galles
1. Dyfed-Powys Police
2. Gwent Police
3. North Wales Police
4. South Wales Police

En mars 2010, les effectifs de policiers au Pays de Galles étaient de:
- Officiers de police: 7,369
- Officiers de policiers auxiliaires (en): 718
- Autres personnels: 4,188

### Écosse
Le gouvernement britannique a la responsabilité du pouvoir législatif, notamment en ce qui concerne la sécurité nationale, le terrorisme, les armes à feu et la drogue. La loi de 1967 sur la police (Écosse), telle que modifiée, constituait la base de l'organisation et de la juridiction des huit anciennes forces territoriales écossaises formées en 1975. Ces forces couvraient une ou plusieurs zones des régions d'administration locale établies dans le pays, et fournissaient la majorité des services de police au public écossais, bien que les officiers de police écossais aient une juridiction limitée dans le reste du Royaume-Uni.

En 2011, le gouvernement écossais a annoncé son intention de fusionner les huit forces territoriales écossaises, ainsi que la Scottish Crime and Drug Enforcement Agency, en une seule agence. La loi de 2012 sur la police et la réforme des incendies (Écosse), adoptée par le Parlement écossais, a lancé cette fusion et a donné naissance au nouveau service de police écossais (connu sous le nom de "Police Scotland"), le 1er avril 2013.

En 2017, le Parlement écossais envisageait de fusionner la police des chemins de fer avec Police Scotland. En décembre 2012, le nombre de policiers en Écosse était le suivant:
- Officiers de police: 17,436
- Constables spéciaux (en): 1,404
- Autres personnels: 6,168

Les Officiers de policiers auxiliaires (en) ont été établis en vertu de l'article 38 (2) de la loi de 2002 sur la réforme de la police, qui ne s'applique qu'à l'Angleterre et au pays de Galles. ce statut n'existe donc pas en Écosse.

### Irlande du Nord
Les forces de police d'Irlande n'était pas organisé comme en Grande-Bretagne, la Police royale irlandaise couvrait la plus grande partie de l’Irlande. La Police royale de l'Ulster a été créée en 1922 après la création de l’État libre d’Irlande, et a servi jusqu’aux réformes de la police lors de l’Accord du vendredi saint de 1998, qui ont conduit à la naissance du Police Service of Northern Ireland en 2001. La loi sur la police (Irlande du Nord) de 2000 définit les bases de l'organisation et du fonctionnement des forces de police dans le territoire.

En avril 2007, le nombre de policiers en Irlande du Nord était le suivant:
- Officiers de police: 7,216
- Officiers de réserve de police à temps plein: 335
- Officiers de police à temps partiel: 684
- Autres personnels: 2,265

La Police d'Irlande du Nord n'emploie pas d'Officiers de policiers auxiliaires (en)

### Appellation
Les forces de police du comté portaient traditionnellement le nom de "constabulary" lors de leur formation (dérivé de "constable"). La réorganisation des forces de police au cours des années a vu ce nom abandonné au profit de "police", car beaucoup ont décidé que le mot "constable" déroutait les personnes plus habituées à rechercher le mot "police". Cependant, un certain nombre de forces de police dans les zones contrôlées par le Royaume-Uni conservent le nom de "constabulary" :
- 12 forces territoriales en Angleterre
- 3 forces de police spéciales - Ministry of Defence Police, Civil Nuclear Constabulary et British Transport Police
- 1 force territoriale des Dépendances de la Couronne: Isle of Man Constabulary (en)
- 1 force de police des parcs: Kew Constabulary (en)[6]

## Organismes nationaux chargés de l'application de la loi

### Organismes dotés de pouvoirs de police
Ces organismes opèrent dans plus d'un pays du Royaume-Uni. En outre, le mandat de certaines forces se limite aux zones qu’elles contrôlent, telles que l’infrastructure ferroviaire. La loi de 2001 sur la lutte contre le terrorisme, la criminalité et la sécurité confère à la police britannique des transports et à la police du ministère de la Défense un pouvoir conditionnel d'agir hors de leur juridiction principale si la situation nécessite une action policière urgente et si la force locale n'est pas immédiatement disponible, ou s'ils croient qu'il y a un risque de mort ou de danger.
Organismes gouvernementaux
- National Crime Agency (NCA) – Agence qui dirige des activités à l'échelle du Royaume-Uni de lutte contre la criminalité de haut niveau telle que le crime organisé. En outre, la NCA est le point de contact du Royaume-Uni auprès des services répressifs étrangers. Il a remplacé la Serious Organized Crime Agency en 2013.
- Border Force - Agence faisant partie du Home Office, responsable des opérations de contrôle frontalier dans les aéroports, les zones portuaires et ferroviaires du Royaume-Uni. Les employés de l'agence peuvent être des agents d'immigration et/ou des agents des douanes. Ils disposent de certains pouvoirs d’arrestation, de détention et de perquisition en plus de ceux dont dispose toute personne[7]. Les pouvoirs de police sont exercés par les agents des services frontaliers et les agents de contrôle de l'immigration intérieure.
- Immigration Enforcement (en) - L’agence dispose également d’une direction spécialisée dans les enquêtes criminelles.
- Her Majesty's Revenue and Customs. - Depuis la création de l'UK Border Agency (désormais appelée Border Force), le personnel de l'HMRC n'effectue plus de tâches de première ligne aux frontières. Le reste du personnel doté de pouvoirs de police employé par le HMRC est constitué de la division des enquêtes criminelles qui, en tant qu'agents des douanes, continue d'exercer les pouvoirs conférés par les lois sur la gestion des douanes et la loi de 1984 sur la police.
- Environment Agency Fisheries Enforcement Officers/Water bailiffs (en) - L'organisme possède des pouvoirs de police en vertu de la loi de 1975 sur la pêche au saumon et la pêche en eau douce. Ses officiers protègent le poisson et combattent les infractions connexes (par exemple le braconnage).

En outre, les trois agences gouvernementales suivantes sont définies dans la législation comme des "forces de police spéciales". Comme ces forces sont responsables de domaines spécifiques, elles ne relèvent pas du Home Office, mais du service gouvernemental responsable du secteur qu’elles contrôlent :
- Ministry of Defence Police – Force de police chargée de fournir une sécurité armée, des services de police et d’enquête aux installations du ministère de la Défense dans l’ensemble du Royaume-Uni[8].
- Civil Nuclear Constabulary (en) – Force de police chargée de veiller à l’application des lois et responsable de la sécurité dans un rayon de 5 kilomètres autour de tout site nucléaire qu'elle gère, ainsi que lors des transits de matières nucléaires à l’intérieur du Royaume-Uni[9].
- British Transport Police (Grande-Bretagne) – Force de police chargée de veiller à l'application de la loi sur certains chemins de fer et tramways en Grande-Bretagne[1].

Organismes faisant partie de l'Association of Chief Police Officers
- National Wildlife Crime Unit (en) – Unité de police gérée par l’ACPO, qui recueille des renseignements sur la criminalité liée aux espèces sauvages et fournit un soutien en matière d’analyse et d’enquête aux organismes d’application de la loi du Royaume-Uni.
- National Counter Terrorism Security Office (en) – Unité de police gérée par l'ACPO, qui conseille le gouvernement britannique sur sa stratégie de lutte contre le terrorisme.
- National Vehicle Crime Intelligence Service (en) – Unité de police gérée par l'ACPO, chargée de lutter contre le crime organisé liée aux véhicules, et contre l'utilisation de véhicules à des fins criminelles.

Organismes hébergés par les forces de police territoriales
- National Domestic Extremism and Disorder Intelligence Unit (en) – Unité de police qui fait partie de la direction des opérations du Metropolitan Police Service , chargée de coordonner la réponse de la police à l’extrémisme national à travers le Royaume-Uni.
- Protection Command (en) – Unité de police faisant partie de la direction des opérations du Metropolitan Police Service, chargée de fournir un service de protection aux membres du gouvernement, à la communauté diplomatique et à la famille royale du Royaume-Uni.
- National Fraud Intelligence Bureau (en) – Unité de police hébergée par la City of London Police et chargée de lutter contre la criminalité économique dans tout le Royaume-Uni.
- National Ballistics Intelligence Service (en) (Grand Bretagne) – Unité de police hébergée par la West Midlands Police, chargée de rassembler et de diffuser rapidement les renseignements concernant l’utilisation criminelle des armes à feu en Grande-Bretagne.
- National Police Air Service (en) (Angleterre et Pays de Galles) – Unité de police hébergée par la West Yorkshire Police, chargée de fournir un appui aérien aux 43 forces de police territoriales d'Angleterre et du pays de Galles.

### Organismes dotés de pouvoirs limités
Ces organismes ne sont pas des forces de police mais disposent de pouvoirs similaires à ceux de la police, à l'exception du fait qu'elles ne peuvent ni arrêter une personne ni entrer de force sans mandat.
- Driver and Vehicle Standards Agency (en) (Grande Bretagne)
- Driver and Vehicle Agency (Irlande du Nord)
- L'Independent Police Complaints Commission (Angleterre et Pays de Galles) enquête sur les plaintes déposées contre les agents de forces de police d'Angleterre et du pays de Galles[10], le personnel de l'HM Revenue and Customs, de la National Crime Agency et de la Border Force. Certains enquêteurs de l'IPCC disposent de tous les pouvoirs et de tous les privilèges des constables en Angleterre et le pays de Galles, ainsi que dans les eaux territoriales[11].

### Organismes dotés uniquement de pouvoirs d'enquête
L'utilisation des pouvoirs d'enquête est régie par la loi de 2000 sur la réglementation des pouvoirs d'enquête. Jusqu'à 792 autorités publiques disposent de pouvoirs limités par la RIPA.
- Office for Security and Counter-Terrorism (en)
- Security Service
- Serious Fraud Office (Angleterre, Pays de Galles et Ireland du Nord)

## Forces de police diverses
Ces forces de police sont généralement placées sous le contrôle d'une autorité locale, d'entités publics ou même de sociétés privées. Leur juridiction est généralement limitée au domaine concerné. Cela, ajouté à la petite taille des forces de police en question, signifie qu'elles dépendent souvent de la force territoriale de la zone sous la juridiction de laquelle elles relèvent. Ces forces de police ne disposent pas d'autorités de police indépendantes et leurs statuts constitutifs (le cas échéant) ne prescrivent généralement pas leur structure et leur formation.

### Polices des ports
Il existe deux types de police portuaire au Royaume-Uni - la plupart ont été assermentés en vertu de la loi de 1847, mais quelques-unes appliquent des lois spécifiques à leur port.
Polices des ports opérant en vertu de la loi de 1847 sur les clauses relatives aux ports, aux docks et aux jetées
Pour chaque port, une loi du Parlement (ou, plus récemment, une ordonnance du port (révision)) peut incorporer des parties de la loi de 1847 sur les clauses relatives aux ports, aux docks et aux jetées (HDPCA) et les appliquer à ce port spécifique. Les officiers des forces de police du port sont assermentés en tant que "constables spéciaux" en vertu de l'article 79 de la loi de 1847. En conséquence, les agents ont les pleins pouvoirs d'un constable sur tout terrain appartenant au port en question, ainsi qu'à tout endroit situé à moins d'un mile.
La loi sur la navigation maritime de 2013 a potentiellement permis à des postes de contrôle dans les ports d'Angleterre et du Pays de Galles d'agir en tant que constables au-delà de la limite d'un mile, dans le cadre des opérations de maintien de l'ordre liées au port uniquement, au sein d'une zone de police où le chef de la police compétent a donné son consentement. En 2014, la police de trois ports (Douvres, Teesport et Bristol) avait sollicité et obtenu l'accord du chef de police local et un quatrième (Liverpool) était sur le point de le solliciter. Cela a permis à ces trois forces portuaires de jouer le rôle d'agents de police des ports, dans la zone de police où elles se trouvent géographiquement. 224 agents de police ont prêté serment en vertu de la loi de 1847. Les incidents ou crimes graves/majeurs passent généralement sous la responsabilité de la police territoriale locale.
- Belfast Harbour Police (en) — Port de Belfast, Belfast : force constituée en vertu de l'article 5 de la loi de 1847 sur le port de Belfast[16].
- Larne Harbour Police (en) — Port de Larne, Larne.
- Port of Bristol Police — Port de Bristol, Bristol. Inclut les zones de Avonmouth Dock, Bristol, Royal Portbury Dock, du North Somerset, ainsi que 3 îles du Bristol Channel: Denny Island, Flat Holm, Steep Holm.
- Port of Felixstowe Police (en) — Port de Felixtowe, Suffolk : force constituée en vertu de l'article 3 de la loi de 1956 sur les docks et les chemins de fer de Felixstowe[17].
- Port of Portland Police (en) — Port de Portland, Île de Portland : force constituée en vertu de l'ordonnance du port de Portland de 1997.
- Falmouth Docks Police (en)— Falmouth Docks, Falmouth (Cornouailles) : force constituée en vertu de l'article 3 de la loi de 1959 sur les docks de Falmouth[18].
- Port of Dover Police (en) — Port de Douvres, Douvres: force constituée en vertu de l'article 3 de la loi de 1954 sur la consolidation du port de Dover et modifié par la quatrième partie de l'ordonnance de révision du port de Dover 2006. Compte tenu du grand nombre de propriétés appartenant au port, leur juridiction s'étend à l'ensemble de Douvres et maintenant dans tout le Kent.

Autres polices des ports
- Port of Liverpool Police (en) — Port de Liverpool, Liverpool: La force actuelle découle de l’article 3 de l’ordonnance de 1975 sur les ports de Mersey. Les policiers du port de Liverpool sont des policiers de la Couronne et non des agents spéciaux.
- Port of Tilbury Police (en) — Port de Tilbury, Essex: la force actuelle découle de l'article 154 de la loi de 1968 sur le port de Londres
- Tees and Hartlepool Port Authority Harbour Police (en) — Tees et Hartlepool: la force actuelle découle de l'article 103 de la loi de 1966 sur l'autorité portuaire de Tees et Hartlepool.
- Un nouveau grand port sur l'estuaire de la Tamise (dans la région du port de Londres) appelé "London Gateway" est actuellement en construction, les propriétaires de ce dernier ont le pouvoir de créer leur propre force de police pour le port.

### Police des parcs
Parcs non contrôlés par les autorités locales
Ces petites forces sont responsables du maintien de l'ordre sur des terres et des parcs spécifiques. Les officiers de ces forces ont les pouvoirs d'un constable dans leur juridiction limitée. Ce ne sont pas des constables au sens des lois générales sur la police.
- Epping Forest Keepers (en)
Les pouvoirs actuels découlent de la loi sur la forêt d’Epping de 1878
- Kew Constabulary (en)
Les constables de cette force possèdent les pouvoirs de police sur les terrains appartenant aux Jardins botaniques royaux, conformément au Parks Regulation Act de 1872, modifié par l’article 3 a) du Parks Regulation Act de 1974.

Parcs contrôlés par les autorités locales

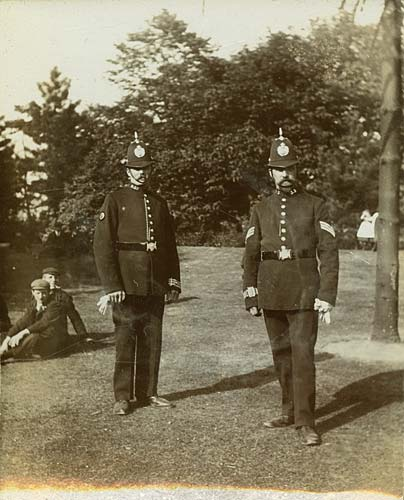
Une photo des officiers de la police des parcs de Birmingham, prise entre 1900 et 1910.

Au cours de l'histoire, un certain nombre d'autorités locales situées en dehors de Londres ont maintenu leurs propres forces de police dans les parcs, les plus remarquables étant celles de Liverpool (Liverpool Parks Police (en)) et de Birmingham (Birmingham Parks Police (en)).
Il n’existe actuellement aucune force de police dans les parcs des autorités locales en dehors de Londres, bien que les pouvoirs légaux nécessaires soient préservés dans un nombre limité de cas.
À Londres, ces forces sont chargées de faire respecter les règlements dans les parcs et les espaces ouverts relevant de leur autorité. Les membres des forces de police sont assermentés en tant que constables en vertu de l’article 18 de l’ordonnance de 1967 sur les parcs et les espaces ouverts du Grand Londres. Les membres des forces de police ne sont des agents de police qu'en ce qui concerne l'application du règlement intérieur des parcs (qui, par définition, ne s'applique que dans les parcs).
- Parks Police Service (en)
- Hampstead Heath Constabulary
- Hillingdon Parks Patrol Service (en)
- Wandsworth Parks and Events Police (en)

### Constables des cathédrales
Les cathédrales suivantes possèdent leur propre forces constituées de constables assermentés :
- York Minster Police (en)
- Chester Cathedral Constables (en)
- Canterbury Cathedral Close Constables (en)
- Liverpool Cathedral Constables (en)

### Autres polices
- Belfast International Airport Constabulary (en) – crée en vertu de l’article 19 de l’ordonnance de 1994 sur les aéroports d'Irlande du Nord.
- Cambridge University Constabulary (en) – crée en vertu de la loi de 1825 sur les universités.
- Mersey Tunnels Police (en) – crée en vertu de l'article 105 de la loi de 1980 sur le comté de Merseyside.
- Northern Ireland Security Guard Service (en) – Les officiers de sécurité civils appartenant au service sont assermentés en tant que constables spéciaux[21].

## Police militaire
Chaque branche de l'armée dispose de son propre service de police, bien que les pouvoirs d'un officier de police militaire soient identiques et réciproques dans les trois services. La police militaire est composée de:
- Royal Navy Police (en)

- incluant la Royal Marines Police (en)
- Royal Military Police
- Royal Air Force Police (en)

Au Royaume-Uni, la police militaire exerce sa compétence sur les membres des forces armées et sur les civils soumis à une discipline de service au sens de la loi de 2006 sur les forces armées. Ils ne sont pas des "agents de police" et ne disposent d'aucun pouvoir de police vis-à-vis du grand public dans des circonstances normales. Dans les forces britanniques en Allemagne, en vertu de la loi sur le statut des forces, la police militaire a compétence sur le personnel des forces britanniques, leurs familles, les contractuels du ministère de la Défense et le personnel de la NAAFI.
La police militaire utilise régulièrement les installations de la police civile, et mène avec elle des enquêtes conjointes si nécessaire. La police militaire est en mesure d'enquêter sur tous les crimes relevant de sa compétence, y compris le meurtre. Toutefois, au Royaume-Uni, les infractions de meurtre et de morts subites sont transmises à la police locale conformément aux accords conclus avec les juridictions nationales.
Lorsqu'elle opère dans des zones de conflit, la police militaire s'occupe de toutes les fonctions de la police, y compris des enquêtes sur les meurtres, comme en témoigne l’enquête sur le sergent Blackman.

## Dépendances de la Couronne

### Île de Man
- L'Isle of Man Constabulary (en) est le service de police de l'Île de Man.
- L'Isle of Man Airport Police (en) assure la police au sein de l'aéroport principal de l'île de Man, en vertu de la loi sur les aéroports et l'aviation civile de l'île de Man.

### Jersey

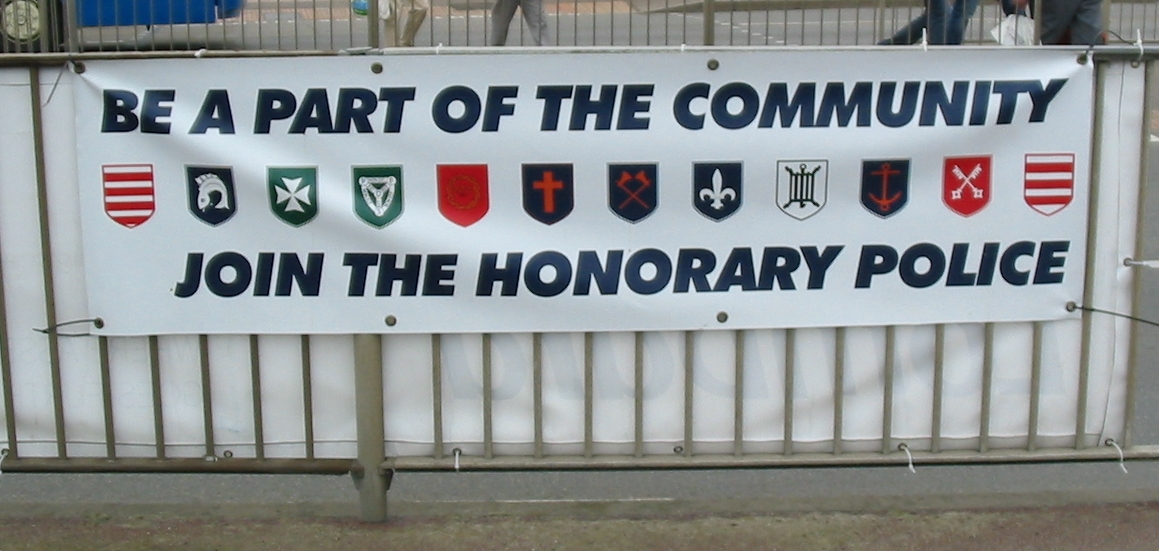
A recruiting banner for the Honorary Police showing the arms of each parish: (from left to right) Grouville, St Brelade, St John, Trinity, St Saviour, St Ouen, St Helier, St Mary, St Lawrence, St Clement, St Peter, St Martin

- La States of Jersey Police est le service de police de Jersey. Il a été créé dans sa forme actuelle par la loi de 1974 sur la police (Jersey Force) et compte environ 240 agents.

- States of Jersey Customs and Immigration Service
- Honorary Police – Il existe une force de police honorifique dans chaque comté de Jersey. Des officiers de police honoraires ont été élus par les paroissiens pendant des siècles pour aider au maintenir l'ordre public. À ce jour, la seule personne pouvant accuser quelqu'un d'une infraction est le Centenier de la paroisse dans laquelle l'infraction a été commise. Les officiers sont élus en tant que centeniers, vingteniers ou constable, chacun ayant des tâches et des responsabilités différentes.

### Guernsey
- Le States of Guernsey Police Service (en) est la force de police locale responsable de Guernesey. En plus de fournir des forces de police pour l’île de Guernesey, elle fournit également des détachements pour les îles d’Alderney, Herm et Sark.
- Guernsey Border Agency (en), responsable des délits transfrontaliers et financiers, des douanes et de l'immigration.

## Territoires britanniques d'outre-mer

### Police
- Bermuda Police Service
- Bermuda Airport Security Police (en)
- British Indian Ocean Territory Police (en)
- Pitcairn Islands Police
- Royal Cayman Islands Police Service (en)
- Royal Falkland Islands Police
- Royal Montserrat Police Force
- Royal Virgin Islands Police Force (en)
- Saint Helena Police Service (en)
- Royal Gibraltar Police (en)

### Police dépendant du Ministère de la Défense
- Sovereign Base Areas Police (en)
- Gibraltar Defence Police (en)

### Autres services de police
- British Indian Ocean Territory Joint Service Police Unit
- Cyprus Joint Police Unit
- Falkland Islands Joint Service Police Security Unit
- Gibraltar Joint Provost and Security Unit

- Her Majesty's Customs (Gibraltar) (en)
- Border and Coastguard Agency (Gibraltar)

## Forces de police étrangères
Dans certains cas, les forces de police d'autres pays exercent leurs activités au Royaume-Uni:
- Garda Síochána – En vertu d'un accord entre le gouvernement britannique et le gouvernement irlandais et de la Convention des Nations Unies sur le droit de la mer, la Garda Síochána et l'Institut de protection radiologique d'Irlande sont autorisés à inspecter l'installation nucléaire de Sellafield dans le Cumbria.
- Police aux Frontières – Dans le cadre de l'accord entre les gouvernements britannique et français sur le tunnel sous la Manche, la police aux frontières est présente dans les gares de St. Pancras International, Ebbsfleet International et Ashford International ainsi que dans les trains Eurostar. La police des transports britannique a un arrangement réciproque pour la gare du Nord à Paris. La police aux frontières assure également la présence du contrôle des passeports au terminal Eurotunnel de Folkestone et au port de Douvres, tandis que la police du Kent est présente à Coquelles, du côté français du tunnel.
- Les police militaires des forces militaires étrangères présentes sur le territoire.